# 威廉·J·汤姆斯
威廉·J·汤姆斯（1803年11月16日—1885年8月15日）是一位英国作家，在1846年提出了“民俗学”（"Folklore"）一词。